# María de Jesús Velarde
Maria de Jesús Velarde (Santander, Espanya 9 d'abril de 1925 - Galapagar, Comunitat de Madrid 9 de març de 2021) va ser una religiosa espanyola fundadora de l'Institut religiós apostòlic de dret pontifici «Filles de Santa Maria del Cor de Jesús».

## Biografia
Va néixer a Santander, en el si d'una família benestant i profundament religiosa, i fou batejada amb els noms de Cristina Ana María. Els seus pares, Calixto Velarde Gómez i Prudència Gil de Lamadrid van tenir quatre fills, i Cristina Ana María en va ser la més petita.
La família es va traslladar a Madrid (1932-1937) i posteriorment a Barcelona, on Cristina Ana María va estudiar el batxillerat, i s'hi va llicenciar als vint anys, el 6 de juny del 1951, a la Facultat de Filosofia i Lletres de la Universitat de Barcelona amb Premi Extraordinari.
Amb vint anys entrà al noviciat de la Congregació de les Filles de Nostra Senyora del Sagrat Cor, a Sant Cugat de Vallès, i hi va professar temporalment el 25 d'agost de 1953 prenent el nom religiós de Maria de Jesús. Tres anys després va realitzar els vots perpetus.

## Obra apostòlica
El 1954 va fundar el col·legi El Pinar de Nuestra Señora a Valldoreix (Vallès Occidental), i durant vint anys hi exercí simultàniament com a responsable de la comunitat i directora de centre educatiu. Posteriorment va fundar més escoles a diverses parts de món.
A partir de 1958, amb la benedicció de Roma, va anar desenvolupant un nou carisma basat en les orientacions doctrinals de Joan Pau II i en una dinàmica nova de la missió, amb la finalitat de conservar l'espiritualitat i l'estil de vida a la província d'Espanya. El 1969, sent Superiora viceprovincial, va redactar els Estatuts de la Província Espanyola.

### Filles de Santa Maria del Cor de Jesús
El 1983, ja com a Superiora Provincial i consellera general de l'Institut, va fundar el moviment d'oració juvenil Deixebles Orants i Mariano - Apostòlics de la Redempció (DOYMAR) per tal de respondre a la crida de Joan Pau II a la joventut. Entre 1993 i 1998 va demanar amb insistència a la Santa Seu que la Província Espanyola fos constituïda com a nou Institut, amb una nova espiritualitat, acció apostòlica i vida comunitària.
El 8 de setembre de 1998 va fundar l'Institut religiós apostòlic de dret pontifici «Filles de Santa Maria del Cor de Jesús» adoptant-hi com a missió: "Fer estimar el Cor de Jesús a tot arreu". La Santa Seu el va ratificar el 25 de desembre d'aquest mateix any, i en va aprovar les constitucions. Al primer Capítol General que es va celebrar, va ser elegida per unanimitat Mare General del nou Institut. La nova Mare General va fundar personalment 39 de les 41 comunitats que existien en 2021.
Va viatjar a Guatemala en dues ocasions (1977 i 1993), amb la finalitat de fundar-hi una Missió de les Filles del Sagrat Cor de Jesús, fundació que es va dur a terme el 1993.
Va morir a la matinada el 9 de març a la Casa General de Monte del Gozo, després d'haver sofert durant els seus últims anys diverses limitacions i malalties.